# Pierre Aucapitaine
 (juin 2009).
Si vous disposez d'ouvrages ou d'articles de référence ou si vous connaissez des sites web de qualité traitant du thème abordé ici, merci de compléter l'article en donnant les références utiles à sa vérifiabilité et en les liant à la section « Notes et références ».
Pierre Aucapitaine, né le 9 septembre 1757 à Vicq-sur-l'Aubois (ancien nom de Vicq-Exemplet), a été maire de Châteauroux de 1802 à 1806.

## Biographie
Descendant d'une famille de militaires, il est reçu à l'école Royale militaire de Paris en 1768 ; il achèvera sa carrière comme capitaine commandant de la 1re compagnie de Grenadiers au 35e régiment d'infanterie de ligne après avoir notamment participé à la campagne des Indes, lors de la deuxième guerre de Mysore.
Chevalier de l'ordre de St-Lazare et du Mont-Carmel, il rentre ensuite dans l'administration préfectorale jusqu'à sa retraite en 1821. Son petit-fils Henri Aucapitaine (1832-1867), dit le baron Aucapitaine, est un officier ethnologue et naturaliste, spécialiste notamment de la Kabylie.

## Sources et bibliographie
- Grands notables du Premier Empire, CNRS - 1994, volume 21 page 45.